# 兵庫県道360号正法寺三木停車場線
兵庫県道360号正法寺三木停車場線（ひょうごけんどう360ごう しょうぼうじみきていしゃじょうせん）は、兵庫県三木市を通る一般県道である。

## 概要
三木市別所町正法寺から三木市福井2丁目に至る。三木市大村には商業施設が多く立地している。

### 路線データ
- 起点：三木市別所町正法寺（正法寺交差点、兵庫県道18号加古川小野線交点）
- 終点：三木市福井2丁目（旧三木鉄道 三木駅）

## 路線状況
三木市の西側から、同市の中心部を結ぶ道路である。起点から国道175号（三木バイパス）までは田園地帯であるが、国道175号（三木バイパス）から兵庫県道23号三木宍粟線の間の同市大村はロードサイド店舗が密集している。終点付近は住宅地が密集している。

### 重複区間
- 兵庫県道23号三木宍粟線（三木市平田・平田交差点 - 三木市末広2丁目・三木中学校前交差点）

### 道路施設

#### 橋梁
- 末広橋（美嚢川、三木市）

### 制限速度
| 区間              | 最高速度 |
| ----------------- | -------- |
| 起点 - 三木市鳥町 | 50 km/h  |
| 三木市鳥町 - 終点 | 40 km/h  |

## 地理

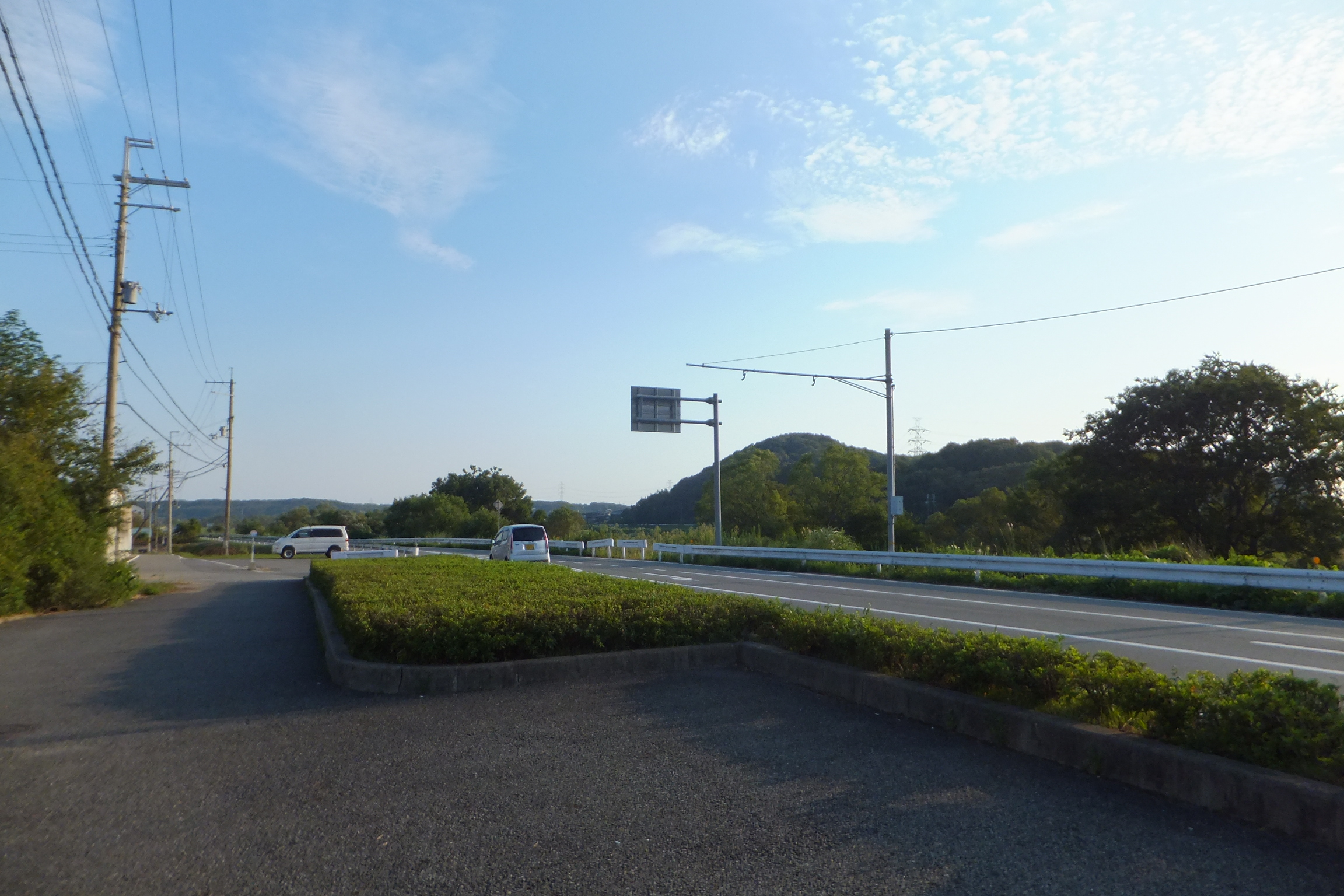
起点付近
三木市別所町正法寺で撮影

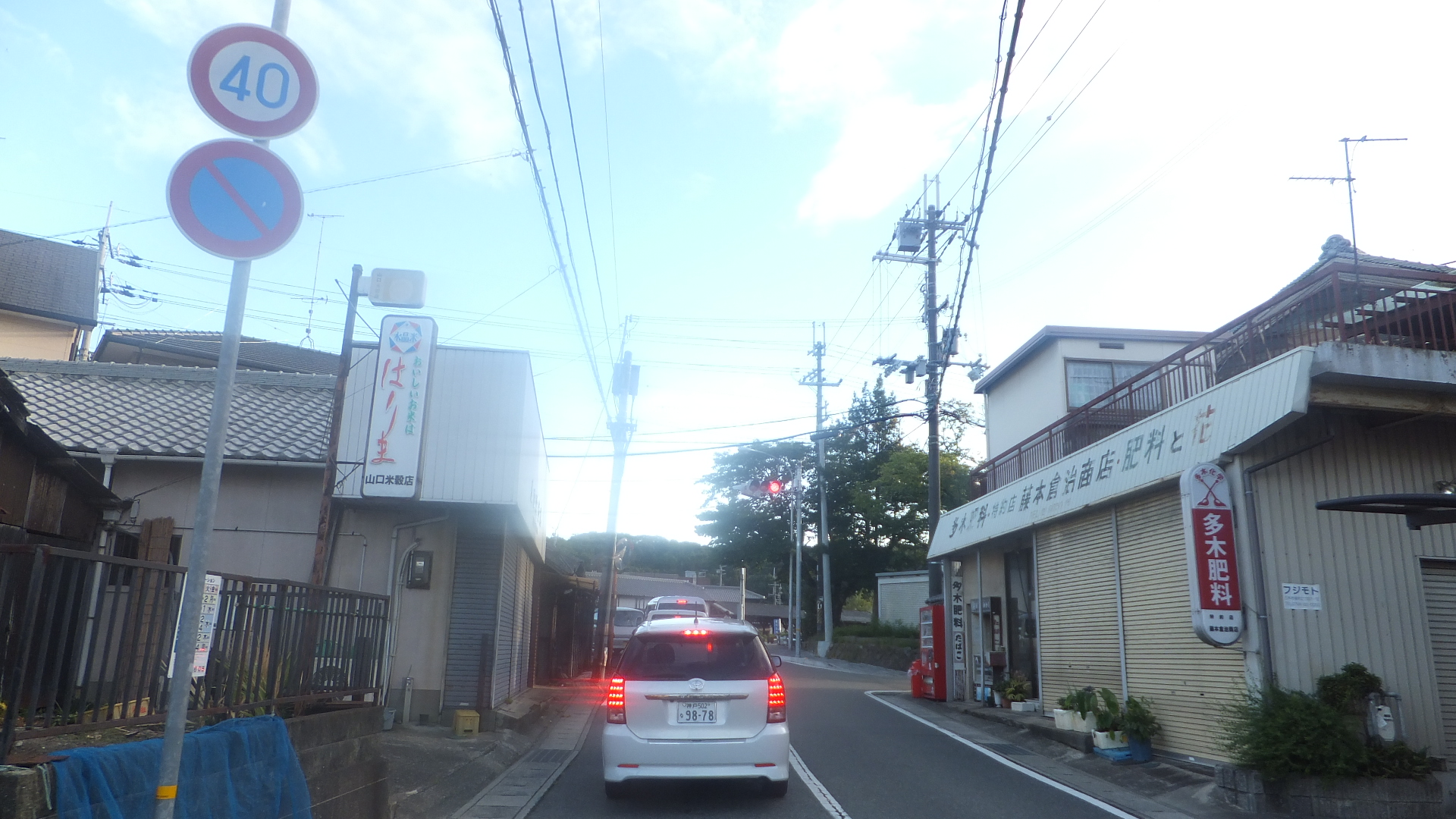
終点付近
三木市福井2丁目で撮影

### 通過する自治体
- 三木市

### 交差する道路
| 交差する道路                        | 交差する場所 | 交差する場所        |
| ----------------------------------- | ------------ | ------------------- |
| 兵庫県道18号加古川小野線            | 別所町正法寺 | 正法寺交差点 / 起点 |
| 三木市道末広鳥町線                  | 鳥町         | 別所橋北詰交差点    |
| 国道175号 / 三木バイパス            | 大村         | バイパス大村交差点  |
| 兵庫県道23号三木宍粟線 重複区間起点 | 平田         | 平田交差点          |
| 兵庫県道23号三木宍粟線 重複区間終点 | 末広2丁目    | 三木中学校前交差点  |

### 沿線
- 加古川
- 美嚢川
- 正法寺古墳公園
- 愛宕山古墳
- 三木市立三木中学校
- 山陰合同銀行北播磨支店（空中店舗）
- 旧三木鉄道 三木駅

## ギャラリー

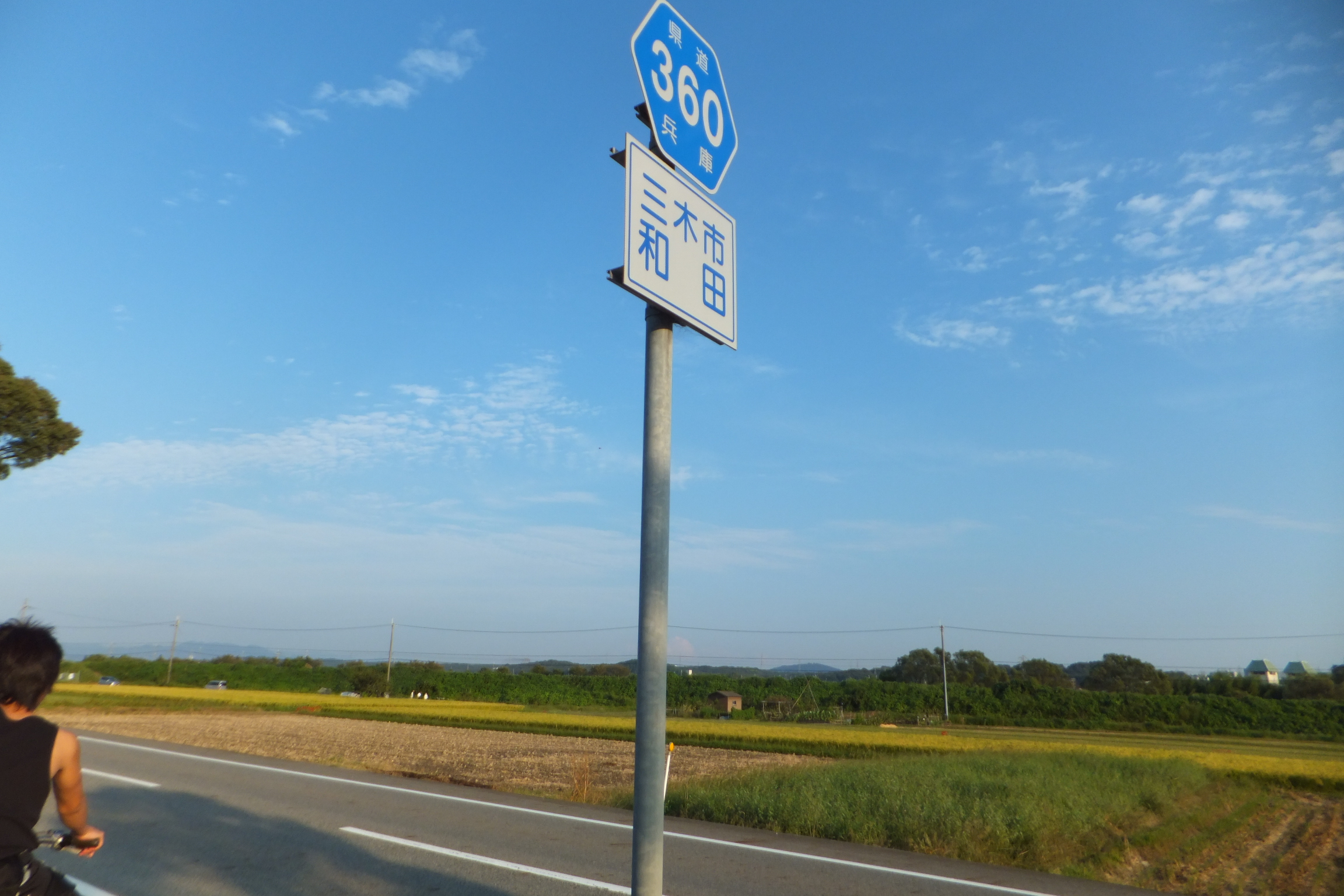
本道の標識 三木市別所町和田で撮影
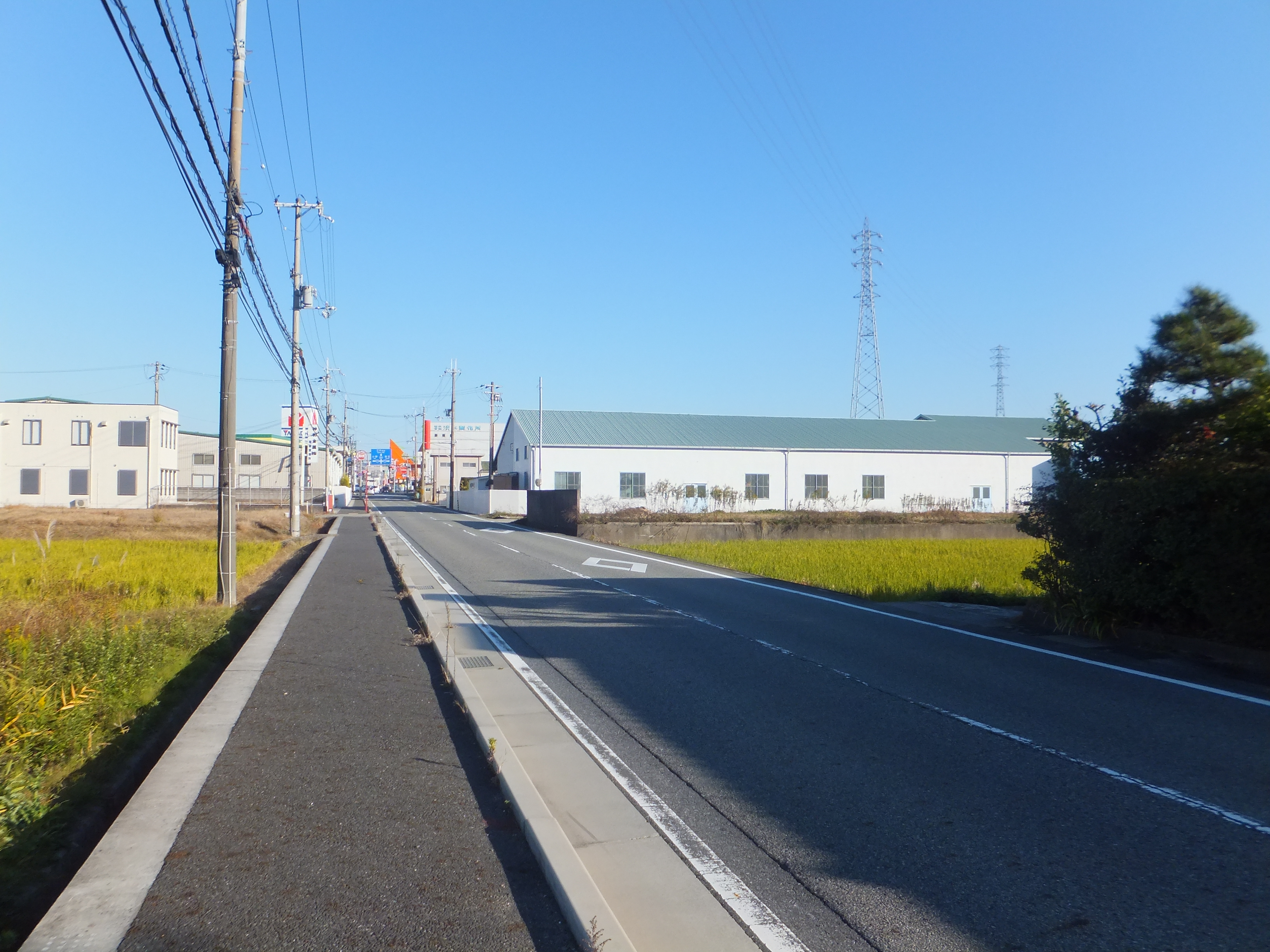
国道175号（三木バイパス）付近 三木市鳥町で撮影
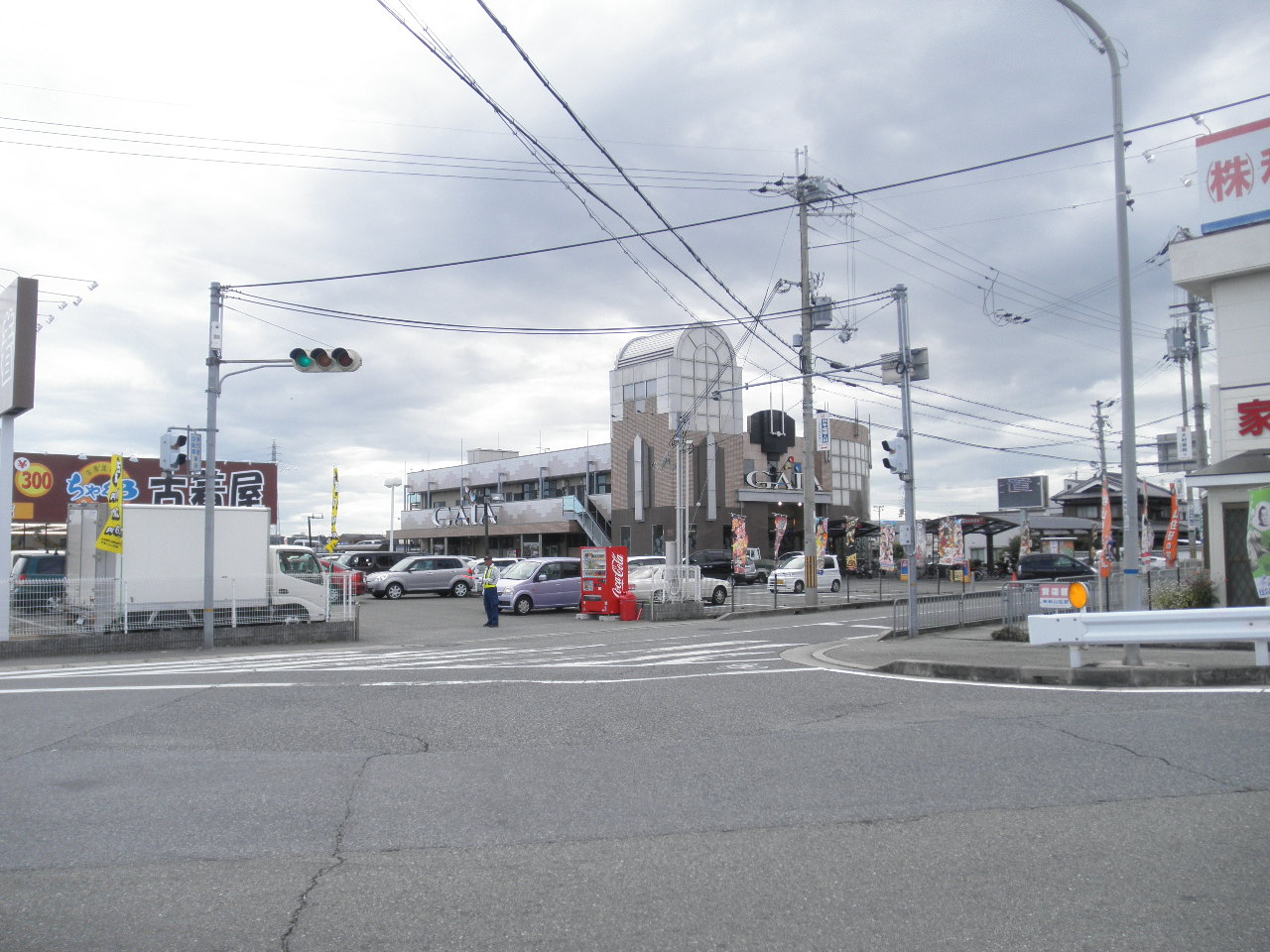
兵庫県道23号三木宍粟線付近 三木市平田で撮影